# Петър Костов (писател)
Вижте пояснителната страница за други личности с името Петър Костов.
Петър Костов (на македонска литературна норма: Петар Костов) е драматург, романист и разказвач от Северна Македония.

## Биография
Роден е през 1928 година в Битоля, тогава в Кралството на сърби, хървати и словенци. Завършва Икономическия факултет на Скопския университет. Работи в Македонската радио-телевизия. Член е на Дружеството на писателите на Македония от 1971 година.